# オープン・ザ・ブレイブゲート王座
オープン・ザ・ブレイブゲート王座は、DRAGONGATEが管理、認定している王座。

## 歴史
2005年3月、K-ness.とYOSSINOの発案で創設。3月13日、DRAGONGATE名古屋国際会議場大会で行われた初代王座決定トーナメントに優勝した土井成樹が初代王者になった。体重制限は82kg。

## 歴代王者
| 歴代   | チャンピオン          | 戴冠回数 | 防衛回数 | 日付           | 場所                                                           |
| ------ | --------------------- | -------- | -------- | -------------- | -------------------------------------------------------------- |
| 初代   | 土井成樹              | 1        | 5        | 2005年3月13日  | 名古屋国際会議場                                               |
| 第2代  | ドラゴン・キッド      | 1        | 1        | 2005年11月13日 | 名古屋国際会議場                                               |
| 第3代  | 吉野正人              | 1        | 4        | 2006年3月19日  | 本川越ペペホール                                               |
| 第4代  | マット・サイダル      | 1        | 2        | 2007年2月12日  | SITE-KOBE                                                      |
| 第5代  | 堀口元気              | 1        | 2        | 2007年3月25日  | 津市体育館                                                     |
| 第6代  | 神田裕之              | 1        | 2        | 2007年7月1日   | 神戸ワールド記念ホール                                         |
| 第7代  | 吉野正人              | 2        | 6        | 2007年9月22日  | 大田区体育館                                                   |
| 第8代  | アンソニー・W・森     | 1        | 0        | 2008年4月13日  | 名古屋テレピアホール                                           |
| 第9代  | Gamma                 | 1        | 0        | 2008年4月27日  | 博多スターレーン                                               |
| 第10代 | Dr.マッスル           | 3        | 0        | 2008年6月29日  | 大阪府立体育会館・第2競技場                                    |
| 第11代 | 堀口元気              | 2        | 2        | 2008年7月27日  | 神戸ワールド記念ホール                                         |
| 第12代 | 吉野正人              | 4        | 2        | 2008年10月12日 | 名古屋テレピアホール                                           |
| 第13代 | CIMA                  | 1        | 3        | 2009年3月22日  | 両国国技館                                                     |
| 第14代 | 土井成樹              | 2        | 0        | 2009年7月19日  | 神戸ワールド記念ホール                                         |
| 第15代 | 谷嵜なおき            | 1        | 6        | 2009年8月30日  | 博多スターレーン                                               |
| 第16代 | K-ness.               | 1        | 1        | 2010年1月11日  | 名古屋テレピアホール                                           |
| 第17代 | スペル・シーサー      | 1        | 1        | 2010年2月27日  | KBSホール                                                      |
| 第18代 | タイガースマスク      | 1        | 4        | 2010年4月18日  | アプラ高石                                                     |
| 第19代 | 吉野正人              | 5        | 0        | 2010年8月14日  | 神戸サンボーホール                                             |
| 第20代 | PAC                   | 1        | 11       | 2010年8月29日  | 博多スターレーン                                               |
| 第21代 | リコシェ              | 1        | 3        | 2011年11月19日 | 大阪府立体育会館・第2競技場                                    |
| 第22代 | ドラゴン・キッド      | 2        | 9        | 2012年5月6日   | 愛知県体育館                                                   |
| 第23代 | 吉野正人              | 6        | 4        | 2013年5月5日   | 愛知県体育館                                                   |
| 第24代 | 堀口元気H.A.Gee.Mee!! | 3        | 4        | 2013年9月29日  | 神戸サンボーホール                                             |
| 第25代 | フラミータ            | 1        | 8        | 2014年3月16日  | 和歌山県立体育館                                               |
| 第26代 | Dr.マッスル           | 1        | 1        | 2015年1月12日  | 神戸サンボーホール                                             |
| 第27代 | 戸澤陽                | 1        | 6        | 2015年2月28日  | 大阪府立体育会館・第2競技場                                    |
| 第28代 | Kotoka                | 1        | 1        | 2015年11月1日  | 大阪府立体育会館                                               |
| 第29代 | ヨースケ♡サンタマリア | 1        | 2        | 2016年3月5日   | 大阪府立体育会館・第2競技場                                    |
| 第30代 | Eita                  | 1        | 4        | 2016年7月24日  | 神戸ワールド記念ホール                                         |
| 第31代 | ジミー・カゲトラ      | 1        | 5        | 2017年3月20日  | 和歌山県立体育館                                               |
| 第32代 | 神田裕之              | 2        | 0        | 2017年12月23日 | 福岡国際センター                                               |
| 第33代 | パンチ富永            | 1        | 0        | 2018年3月3日   | 大阪府立体育会館・第2競技場                                    |
| 第34代 | ドラゴン・キッド      | 3        | 1        | 2018年4月6日   | 後楽園ホール                                                   |
| 第35代 | Eita                  | 2        | 1        | 2018年7月22日  | 神戸ワールド記念ホール                                         |
| 第36代 | ドラゴン・キッド      | 4        | 2        | 2018年9月24日  | 大田区総合体育館                                               |
| 第37代 | 横須賀ススム          | 1        | 4        | 2019年3月21日  | 和歌山県立体育館                                               |
| 第38代 | 石田凱士              | 1        | 4        | 2019年11月4日  | 大阪府立体育会館                                               |
| 第39代 | 奥田啓介              | 1        | 5        | 2020年11月3日  | 大阪府立体育会館                                               |
| 第40代 | 堀口元気              | 4        | 0        | 2021年7月31日  | 神戸ワールド記念ホール                                         |
| 第41代 | Kagetora              | 2        | 0        | 2021年8月1日   | 神戸ワールド記念ホール                                         |
| 第42代 | SB KENTo              | 1        | 0        | 2021年8月8日   | 名古屋国際会議場                                               |
| 第43代 | SB KENTo              | 2        | 4        | 2021年9月11日  | 大阪府立体育会館・第2競技場                                    |
| 第44代 | ドラゴン・ダイヤ      | 1        | 3        | 2022年1月12日  | 後楽園ホール                                                   |
| 第45代 | H・Y・O               | 1        | 4        | 2022年7月30日  | 神戸ワールド記念ホール                                         |
| 第46代 | ミノリータ            | 1        | 0        | 2022年12月25日 | 福岡国際センター                                               |
| 第47代 | ジェイソン・リー      | 1        | 2        | 2023年3月4日   | 大阪府立体育会館・第2競技場                                    |
| 第48代 | ISHIN                 | 1        | 1        | 2023年7月2日   | 神戸ワールド記念ホール                                         |
| 第49代 | Kzy                   | 2        | 0        | 2023年10月9日  | 仙台サンフェスタ                                               |
| 第50代 | ISHIN                 | 2        | 1        | 2023年10月14日 | 神戸芸術センター                                               |
| 第51代 | 豹                    | 2        | 7        | 2023年12月5日  | 後楽園ホール                                                   |
| 第52代 | ドラゴン・ダイヤ      | 2        | 3        | 2024年7月21日  | 神戸ワールド記念ホール                                         |
| 第53代 | YAMATO                | 1        | 1        | 2024年12月15日 | 福岡国際センター、王座返上                                     |
| 第54代 | U-T                   | 1        | 1        | 2025年5月5日   | 愛知県体育館、帆希とのブレイブゲート王座決定トーナメント決勝戦 |
| 第55代 | 田中良弥              | 1        | 2        | 2025年7月13日  | 神戸ワールド記念ホール                                         |

## 主な記録
- 最多戴冠回数：6回 - 吉野正人（第3・7・10・12・19・23代）[3]
- 最多連続防衛回数：11回 - PAC（第20代）
- 最多通算防衛回数：16回 - 吉野正人
- 最長連続保持期間：447日 - PAC（第20代）
- 最年長戴冠記録：43歳3か月 - YAMATO（第53代）
- 最年少戴冠記録：19歳3か月 - フラミータ（第25代）
- デビュー最短戴冠記録：1年2か月 - ミノリータ（第46代）
- オープン・ザ・ドリームゲート王座との同時戴冠：土井成樹（第14代）、吉野正人（第19代）、YAMATO （第53代）

## チャンピオンベルトのデザイン
ベルト中央に「龍」のエムブレムがあり、エムブレムは8つにばらせるようになっており、8人による王座決定トーナメントでは8つのエムブレムの配られて勝者が回収していく。
2008年4月27日、第9代王座決定戦に優勝したGammaが「DRAGONGATEで一番勇気のない俺がこのベルトを持っても価値がない」と言い、「龍」のエムブレムを外して独自のエムブレムを付けたオープン・ザ・ガンマゲート王座と名付けられて勝手に王者になっていた。Gammaがコミッショナーに就任。6月29日、Dr.マッスルがGammaを破って「龍」のエムブレムに戻された。独自のエムブレムは超神龍にプレゼントされた。挑戦者はGammaが一方的に決めて何かと言いがかりをつけたり、後付したルールで防衛することがある。立会人の堀口元気が試合に介入することがある。

## 主な出来事
- 挑戦資格は体重82kg以下であるが2009年2月12日の第12代王者の吉野正人の2度目の防衛戦の相手のKAGETORAは85kgで規定体重をオーバーしていた。この防衛戦は先月25日に行われた「BATTLE OF TOKYO 2009」優勝者と行うことになっていた。しかし、吉野が全参加選手の体重を確認しておらず、KAGETORAの言い分を呑む形となった。そのためこの試合のみ体重制限が撤廃された。これまで規定体重をオーバーしてブレイブゲートに挑戦した選手はいなかった（挑戦が決まった段階で82kg以上あった選手もいたが体重を落として82kg以下にして挑戦した）。
- 2018年にEitaがベルトを破壊したため、2019年に修理が行われた。この際、当時の王者であったドラゴン・キッドの「ブレイブゲートをそれぞれの王者の色に染めてほしい」という発案によりベルトの色が黒から白に変更された。
- 他団体・フリー枠で戴冠した事が有るのは、タイガースマスク（大阪プロレス）、奥田啓介（フリー）の2人だけである。

## Blood WARRIORS認定オープン・ザ・ブレイブゲート王座
2011年6月12日、第20代王者のPACがイギリスに帰国することを理由にBlood WARRIORSの谷嵜なおきがPACから王座を強奪してBlood WARRIORS認定オープン・ザ・ブレイブゲート王座と名付けられて勝手に王者になっていた。メタル・ウォリアーがコミッショナーに就任。7月24日、リッチ・スワンが谷嵜に挑むも敗北。8月25日、Gammaが谷嵜に挑むも事前に谷嵜から突き付けられた「王者（谷嵜）のみ2カウントで勝ちになる特別ルール」の影響で敗北。9月16日、本当の王者であるPACが「王者（谷嵜）のみ2カウントで勝ちになる特別ルール」で谷嵜を破って王座を自分の手に戻した。